# Cabane Nissen
Ne doit pas être confondu avec Cabane Quonset ou Demi-lune (architecture).

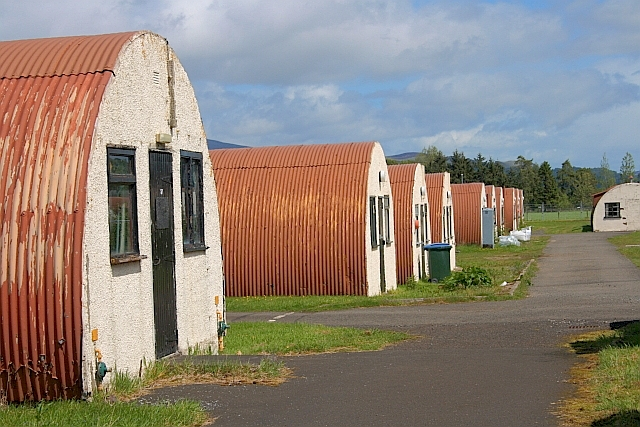
Nissen Huts, Cultybraggan Camp, près de Comrie, dans l'ouest du Perthshire.

Une cabane Nissen est une structure en acier préfabriquée à usage militaire utilisée comme caserne, fabriquée à partir d'une tôle semi-cylindrique en tôle ondulée. Conçu pendant la Première Guerre mondiale par l'ingénieur d'origine américaine Peter Norman Nissen, il a été largement utilisé pendant la Seconde Guerre mondiale.

## Description

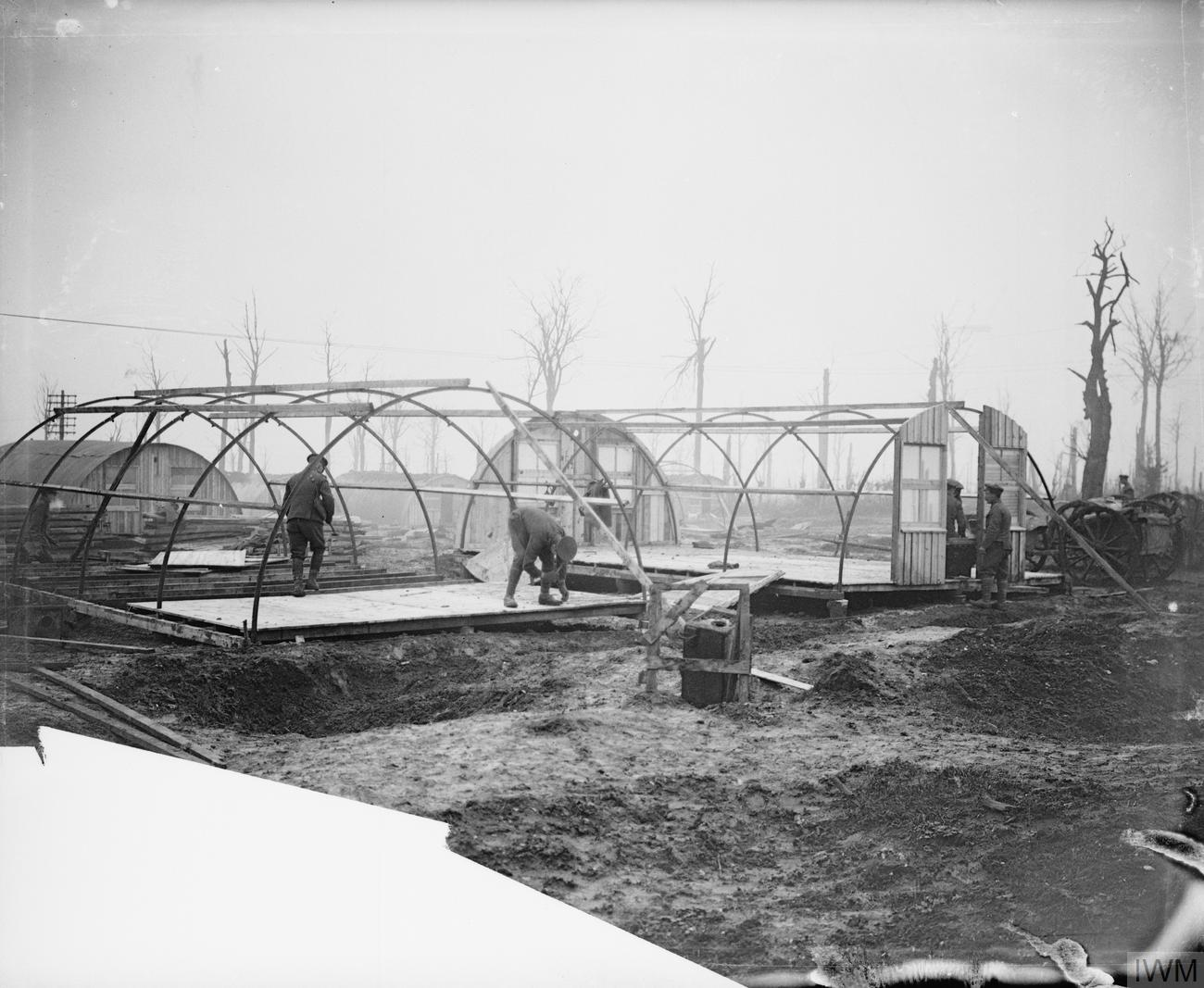
Troupes britanniques érigeant des huttes Nissen près de Bazentin, novembre 1916.

Une cabane Nissen est réalisée à partir d'une tôle pliée en demi-cylindre et plantée dans le sol avec son axe horizontal. La section transversale n'est pas précisément semi-circulaire, car le fond de la cabane est légèrement courbé. L'extérieur est formé de tôles ondulées incurvées de 3,2 × 0,66 m, posées sur le côté avec un recouvrement de deux ondulations sur le côté et un chevauchement de 15 cm aux extrémités. Trois tôles recouvrent l'arc de la cabane. Ils sont attachés à cinq pannes en bois de 7,5 × 5 cm et des plaques à pointes en bois de 7,5 × 5 cm aux extrémités des solives de plancher.
Les pannes sont fixées à huit nervures en forme de T 4,5 × 4,5 × 0,5 cm fixées et espacées de 1,8 m. Chaque nervure se compose de trois sections boulonnées ensemble à l'aide de plaques d'épissure, et chaque extrémité est boulonnée au sol au niveau des supports. Avec chaque nervure se trouvent deux fils de tension, un de chaque côté, et un cliquet de tension (ou, dans certains cas, une simple crépine de fil de clôture). Les fils sont tendus pendant la construction. Les fils de tension ne figurent pas dans le brevet d'origine Nissen.
Les pannes sont fixées aux nervures à l'aide d'un boulon à "crochet", qui s'accroche à travers un trou pré-percé dans la nervure et est fixé dans la panne. Le boulon à crochet est une caractéristique unique de la conception Nissen.
La doublure intérieure peut être en tôle ondulée horizontale ou en matériau comme un panneau dur fixé aux nervures. Parfois, des tôles ondulées en amiante-ciment ont été utilisées. L'espace entre le revêtement et l'extérieur peut être utilisé pour l'isolation et les services.
Les murs et les sols reposent sur des fondations constituées de souches de 10 × 10 cm avec des plaques de semelle de 38 × 23 cm. Sur ceux-ci sont des porteurs de 10 × 8 cm et des solives de 10 × 5 cm espacés de 86 cm. Le plancher est fait de planches à rainure et languette.
À chaque extrémité, les murs sont fabriqués à partir d'un cadre en bois avec des planches clouées à l'extérieur.
Les fenêtres et les portes peuvent être ajoutées sur les côtés en créant une forme de lucarne en ajoutant un cadre pour prendre la pièce supérieure de tôle ondulée et en remplaçant la pièce inférieure par un cadre approprié pour installer une porte ou une fenêtre.
Les huttes Nissen sont disponibles en trois travées internes (diamètres) —4,9 m, 7,3 m ou 9,2 m. Les baies longitudinales viennent en multiples de 1,8 m, permettant à la longueur du cylindre d'être un multiple de 1,80 m.
Les demi-cercles en acier ondulé utilisés pour construire les huttes Nissen peuvent être stockés facilement car les feuilles courbes peuvent être imbriquées les unes dans les autres. Cependant, il n'y a pas de modèle standard, car le design évolue en fonction de la demande.

## Histoire
Entre le 16 et le 18 avril 1916, le major Peter Norman Nissen, ingénieur des mines de la 29th Company Royal Engineers de l'armée britannique a commencé à expérimenter la conception de cabanes. Nissen a construit trois prototypes de huttes semi-cylindriques. La conception de Nissen a été soumise à un examen approfondi par ses collègues officiers, les lieutenant-colonels Shelly, Sewell et McDonald, et le général Clive Gerard Liddell, qui ont aidé Nissen à développer le concept. Après l'achèvement du troisième prototype, la conception a été officialisée et la cabane Nissen a été mise en production en août 1916. Au moins 100 000 ont été produites pendant la Première Guerre mondiale.
Nissen a breveté son invention au Royaume-Uni en 1916 et des brevets ont été déposés ensuite aux États-Unis, au Canada, en Afrique du Sud et en Australie. Nissen a reçu des compensations du gouvernement britannique, non pas pour les huttes construites pendant la guerre, mais uniquement pour leur vente après le conflit. Nissen a reçu quelque 13 000 £ et a obtenu le DSO (Distinguished Service Order).
Deux facteurs ont influencé la conception de la cabane. Premièrement, le bâtiment devait être économique dans son utilisation des matériaux, en particulier compte tenu des pénuries de matériaux de construction en temps de guerre. Deuxièmement, le bâtiment devait être transportable. La cabane Nissen pouvait être emballée dans un wagon standard et érigée par six hommes en quatre heures. Le record du monde pour l'érection était de 1 heure 27 minutes.
La production des cabanes Nissen a décliné entre les deux guerres, mais a été relancée en 1939. Nissen Buildings Ltd. a renoncé à ses droits de brevet pour la production en temps de guerre pendant la Seconde Guerre mondiale (1939-1945). Des types de huttes de forme similaire ont également été développés, notamment la plus grande hutte Romney au Royaume-Uni et la cabane Quonset aux États-Unis. Tous les types ont été produits en série par milliers. La cabane Nissen a été utilisée pour un large éventail de fonctions ; en dehors du logement, ils fonctionnaient comme des églises et des entrepôts de bombes entre autres utilisations. Au Royaume-Uni, les huttes étaient souvent considérées comme froides et humides, tandis que celles du Moyen-Orient, d'Asie et du Pacifique étaient considérées comme étouffantes et humides.

## Utilisation comme logement familial
Bien que la cabane préfabriquée ait été conçue pour répondre à la demande d'hébergement en temps de guerre, elle a été adaptée comme préfabriqué de deux étages, plus grande et commercialisée par Nissen-Petren Ltd. Quatre des prototypes originaux survivent à Queen Camel dans le Somerset. La cabane Nissen standard était souvent recyclée en logement. Une approche similaire a été adoptée avec la cabane américaine Quonset à la fin de la guerre, avec des articles sur la façon d'adapter les bâtiments à usage domestique parus dans Home Beautiful and Popular Mechanics.
À Aultbea sur le Loch Ewe, en Écosse, un grand cinéma de cabane Nissen construit par la Royal Navy a été donné au village après la Seconde Guerre mondiale et reste utilisé comme salle communautaire. Les huttes Nissen survivent à Hvalfjörður, en Islande. Ils ont été construits pour abriter du personnel naval pendant la Seconde Guerre mondiale.

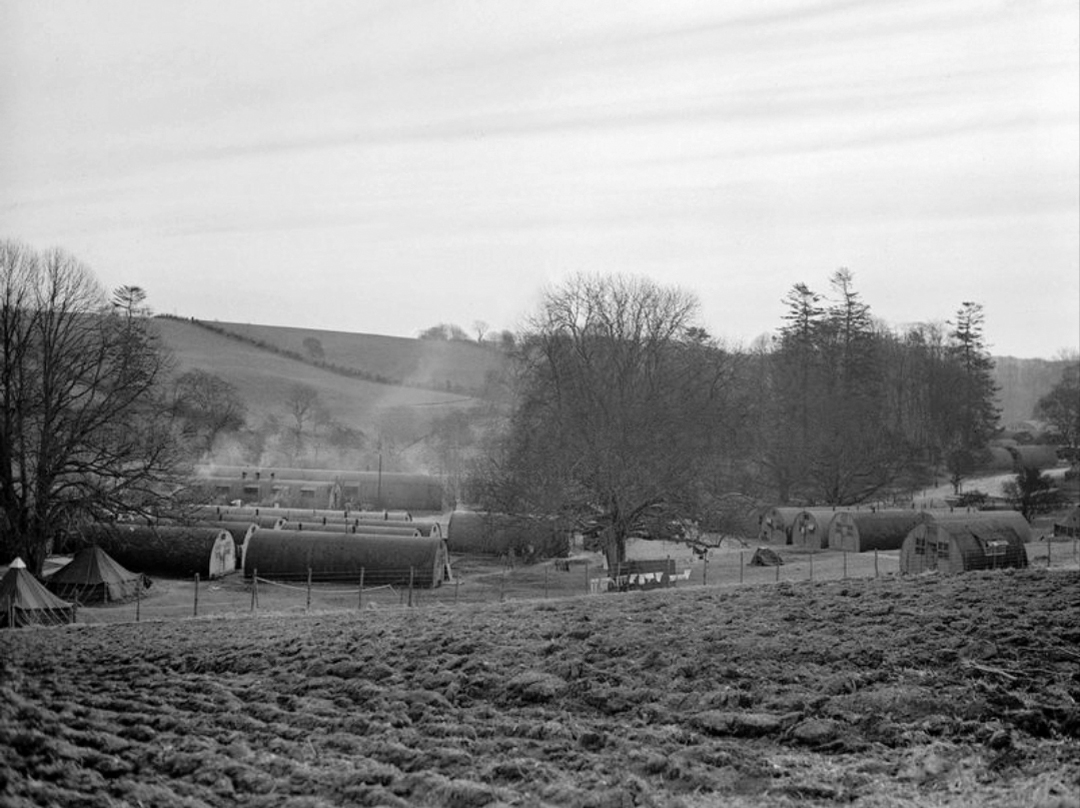
Les huttes Nissen ont été utilisées comme logement des forces militaires américaines au mont Panther, en Irlande du Nord, pendant la Seconde Guerre mondiale.

Cependant, l'adaptation de la cabane semi-cylindrique à des usages non institutionnels n'était pas populaire. Ni le Nissen ni le Quonset ne sont devenus des logements populaires, malgré leur faible coût. L'une des raisons était l'association avec les huttes: une hutte n'était pas une maison, avec tout le statut qu'implique une maison. Le deuxième point était que les meubles rectangulaires ne s'intègrent pas très bien dans une maison à murs incurvés et, par conséquent, l'espace utilisable dans une cabane est plus faible que prévu.
Au Royaume-Uni, après la Seconde Guerre mondiale, beaucoup ont été convertis à des fins agricoles ou industrielles, et de nombreux exemplaires ont depuis été détruits.

## Utilisation en Australie
En Australie, après la guerre, des huttes Nissen ont été érigées dans de nombreux camps de migrants à travers le pays.
Cinquante cabanes Nissen ont été construites à Belmont North, une banlieue de Newcastle, en Nouvelle-Galles du Sud, en Australie. Elles ont été conçus pour fournir des logements bon marché prêts à l'emploi aux familles de migrants britanniques de l'après-guerre. Dix-sept refuges ont été démolis au fil des ans, mais les autres ont été rénovés, améliorés et agrandis et restent populaires auprès de leurs propriétaires. Cependant, les tentatives d'inscrire le patrimoine des cabanes sur la liste en 2009 ont échoué face à l'opposition de certains propriétaires.
L'histoire des migrants de l'après-guerre en Australie-Occidentale a été marquée par l'inscription au patrimoine de l'État des parties restantes de l'ancien camp de migrants de Main Roads à Narrogin, en Australie-Occidentale. Le camp abritait des migrants européens qui avaient été déplacés par la guerre et réinstallés en Australie occidentale. Le gouvernement australien a travaillé avec les Nations unies pour accepter, réinstaller et fournir des emplois à plusieurs milliers d'Européens après la Seconde Guerre mondiale.
Main Roads était l'un des trois camps de migrants installés à Narrogin à la fin des années 1940 et utilisés jusqu'au milieu des années 1950. Les conditions du camp étaient basiques, avec des migrants vivant dans des tentes et des huttes Nissen. Trois huttes Nissen sont les seules à survivre. Les migrants de l'après-guerre ont joué un rôle essentiel dans le développement de l'État en construisant des bâtiments, des routes et des voies ferrées. l'endroit est utilisé par Main Roads Western Australia comme siège de la région sud de Wheatbelt,.

## Voir également
- Baraquement Adrian
- Chapelle italienne, construite à partir de deux huttes Nissen par des prisonniers de guerre italiens sur Lamb Holm, Orkney Islands
- Cabane Quonset
- Génie parasismique
- Maisons Lustron, maisons préfabriquées de l'après-guerre en acier émaillé

## Autres images des refuges Nissen

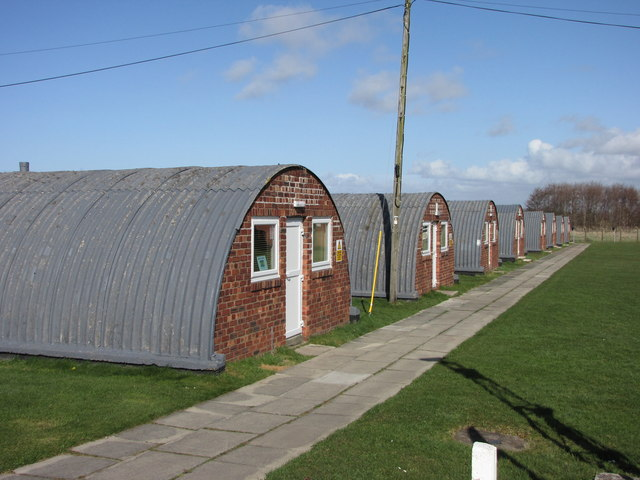
Nissen Huts à Altcar Training Camp, Hightown, Merseyside, toujours en service en 2019. Ils sont souvent utilisés comme lieux de tournage, y compris le drame Russell T Davies 2019 Years and Years.
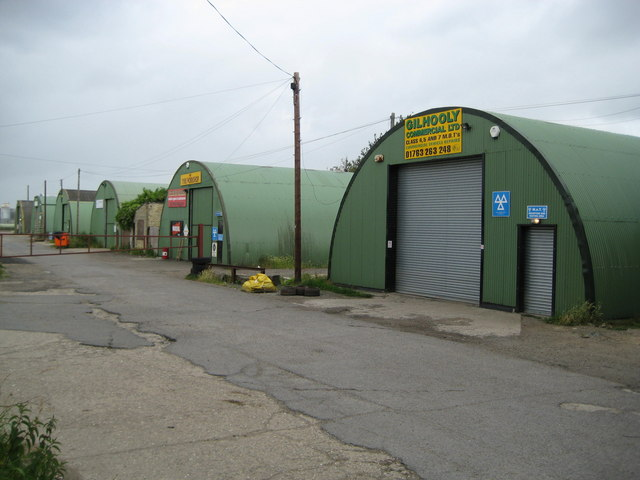
Cabanes Nissen utilisées comme ateliers, Meldreth, Cambridgeshire (2008).
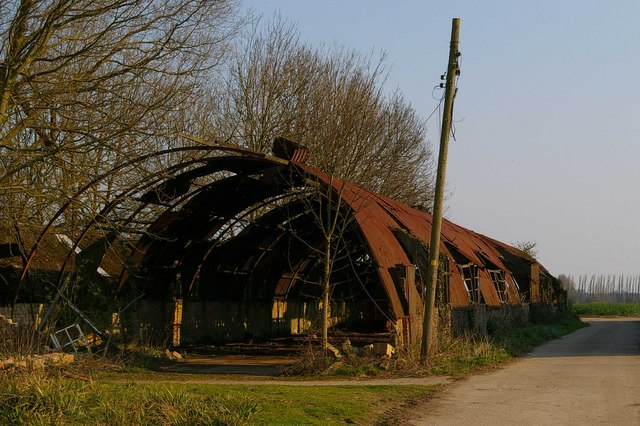
Cette ruine Nissen Hut est sur North End Place Farm, Ford End, Essex.
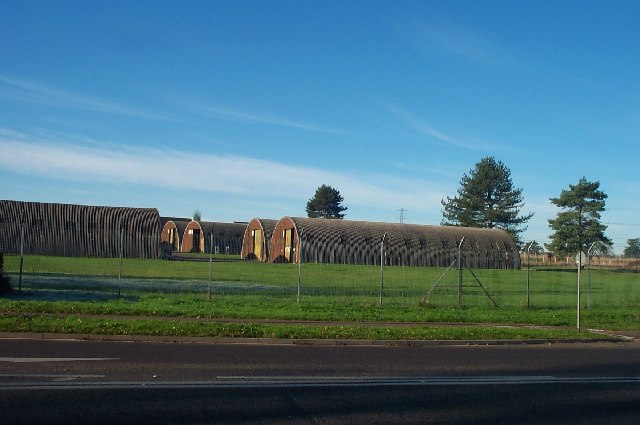
Ces huttes faisaient partie de l'ancienne base militaire de Norton Fitzwarren.
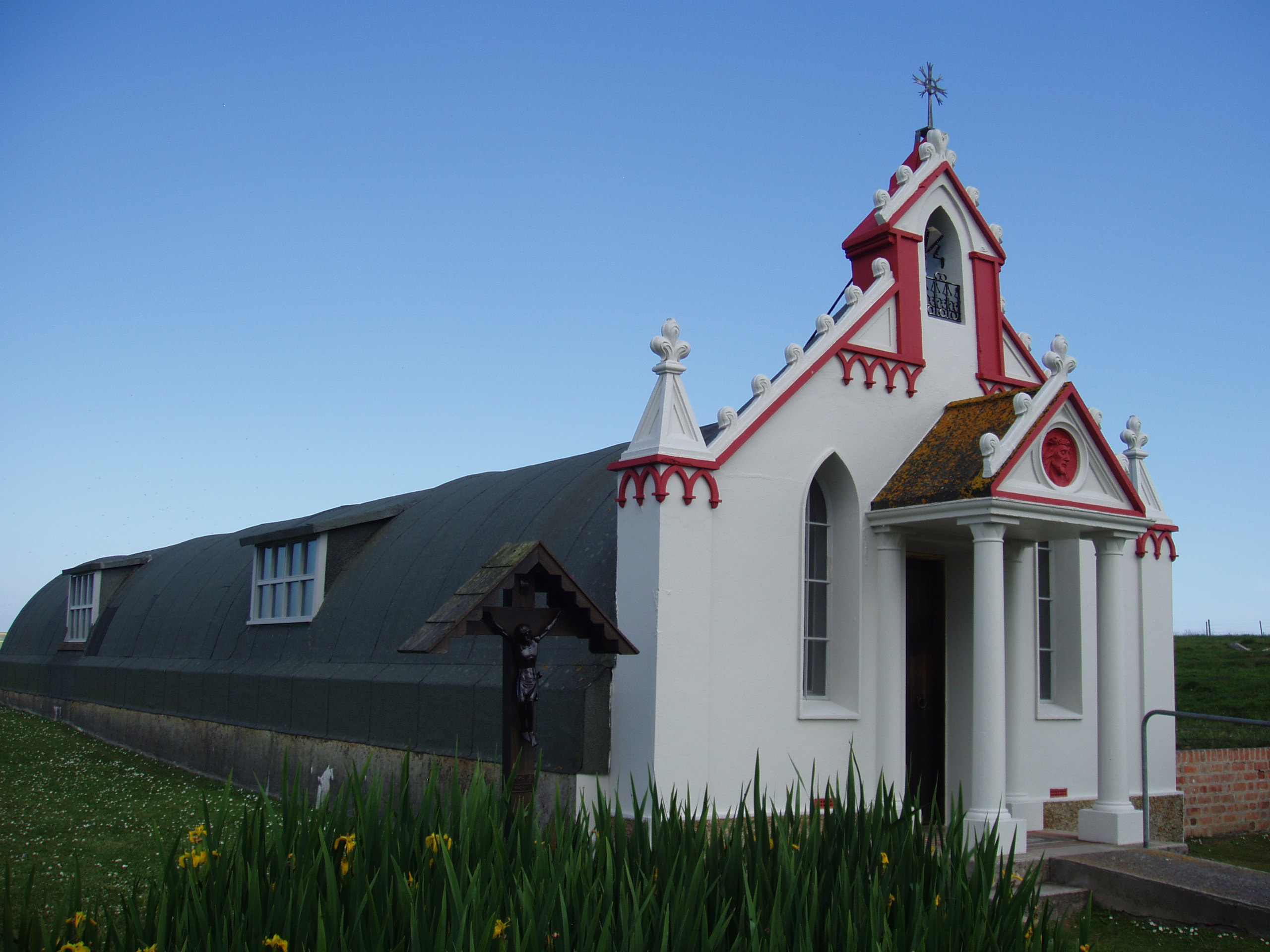
La Chapelle Italienne, construite par des prisonniers italiens sur Lamb Holm, Orcades.
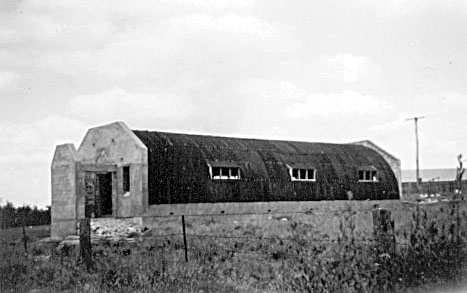
Nissen hut à Port Lincoln, Australie du Sud, en cours de conversion en l'église presbytérienne John Calvin au début des années 1950. Il a été démoli à la fin des années 1960.
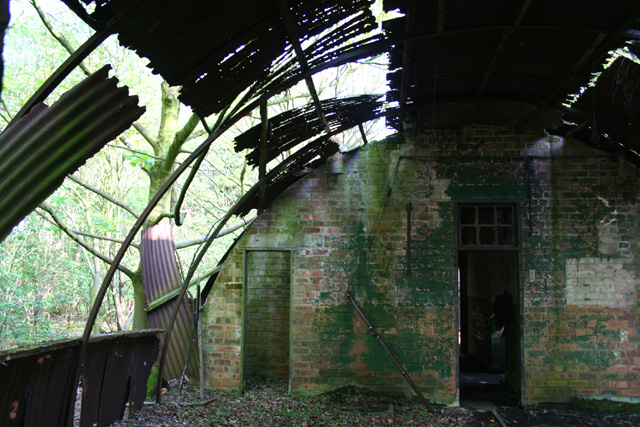
Intérieur de la cabane abandonnée de Nissen ; les tôles ondulées formant les murs et le toit sont soutenues par des cloisons de séparation en briques et des poutres métalliques.
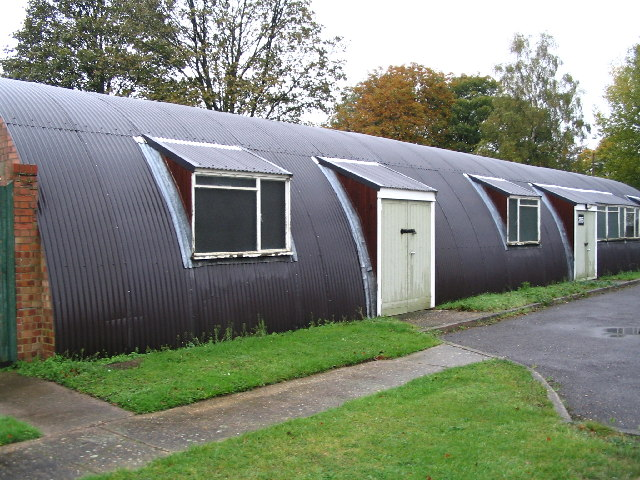
C'était probablement l'un des bâtiments d'origine de RAF Duxford et a été utilisé comme Corporals Club en 1955.
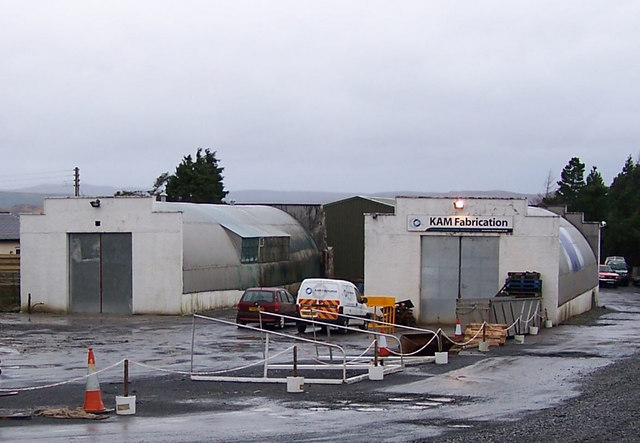
Cabanes Nissen utilisées comme ateliers à Borve, Skye.
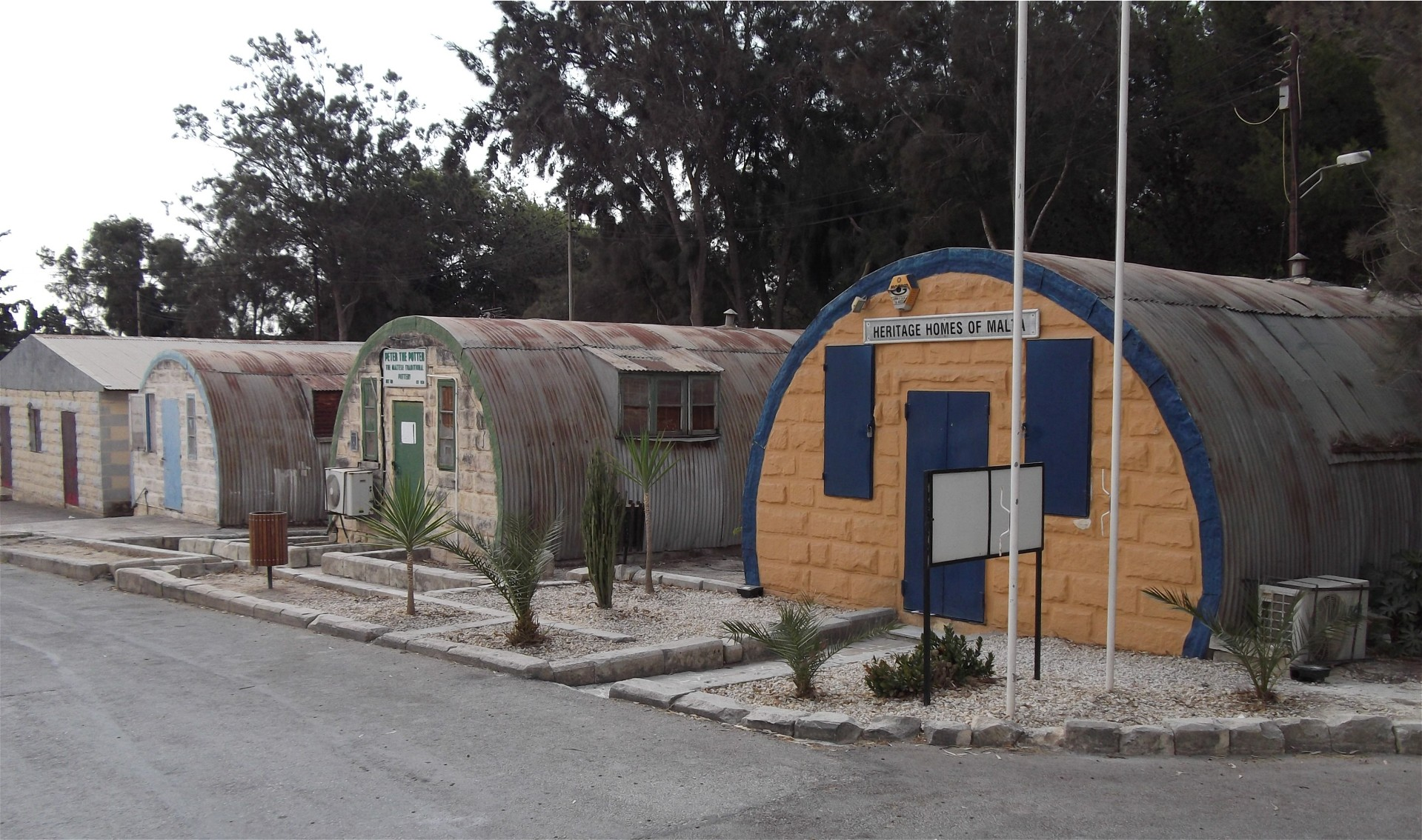
Anciennes cabanes Nissen à Aérodrome Ta' Qali, Malte qui font maintenant partie d'un village d'artisanat.
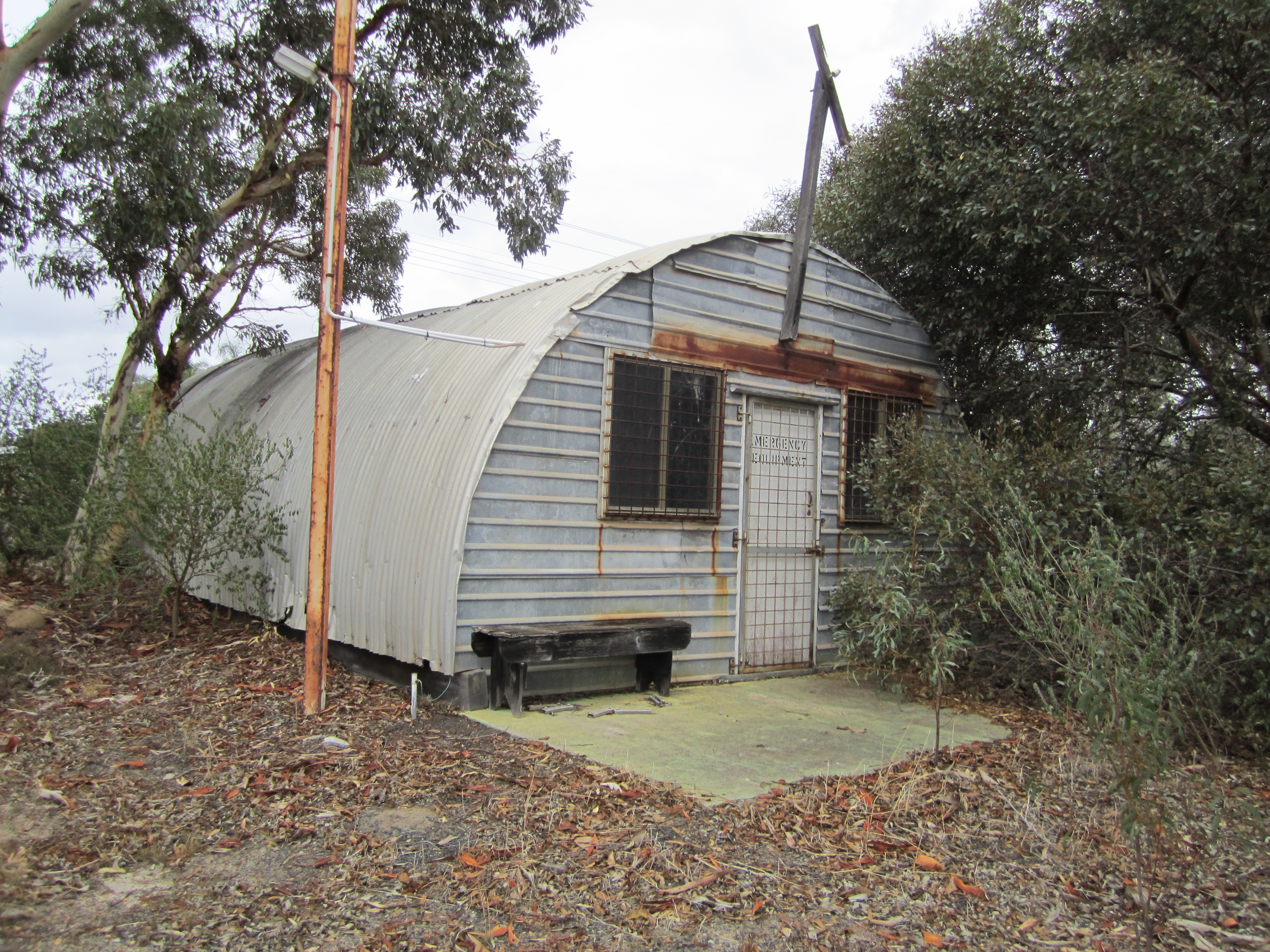
Ancien camp de migrants de Main Roads à Narrogin, Australie occidentale (extérieur).
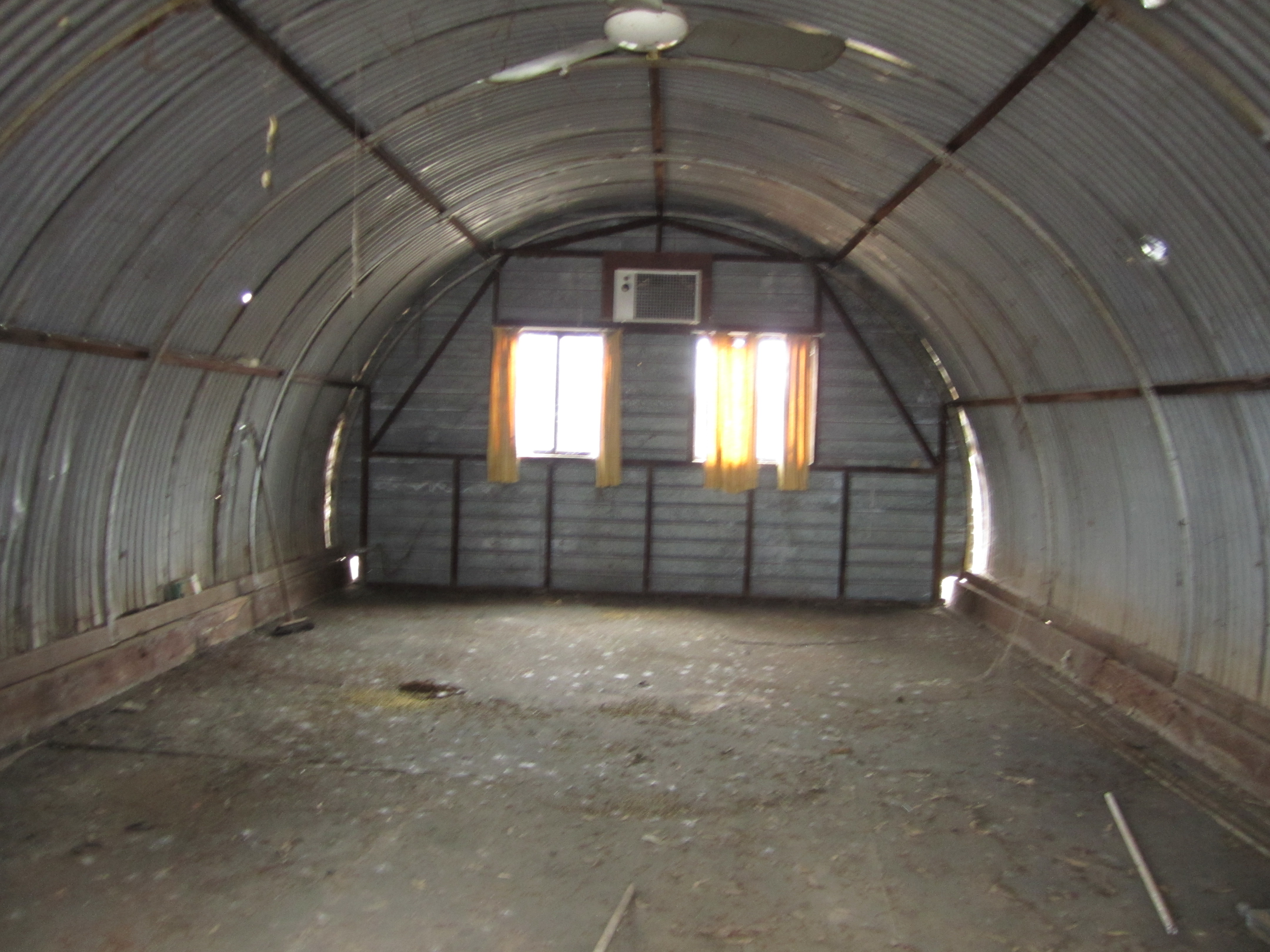
Ancien camp de migrants de Main Roads à Narrogin, Australie occidentale (intérieur).
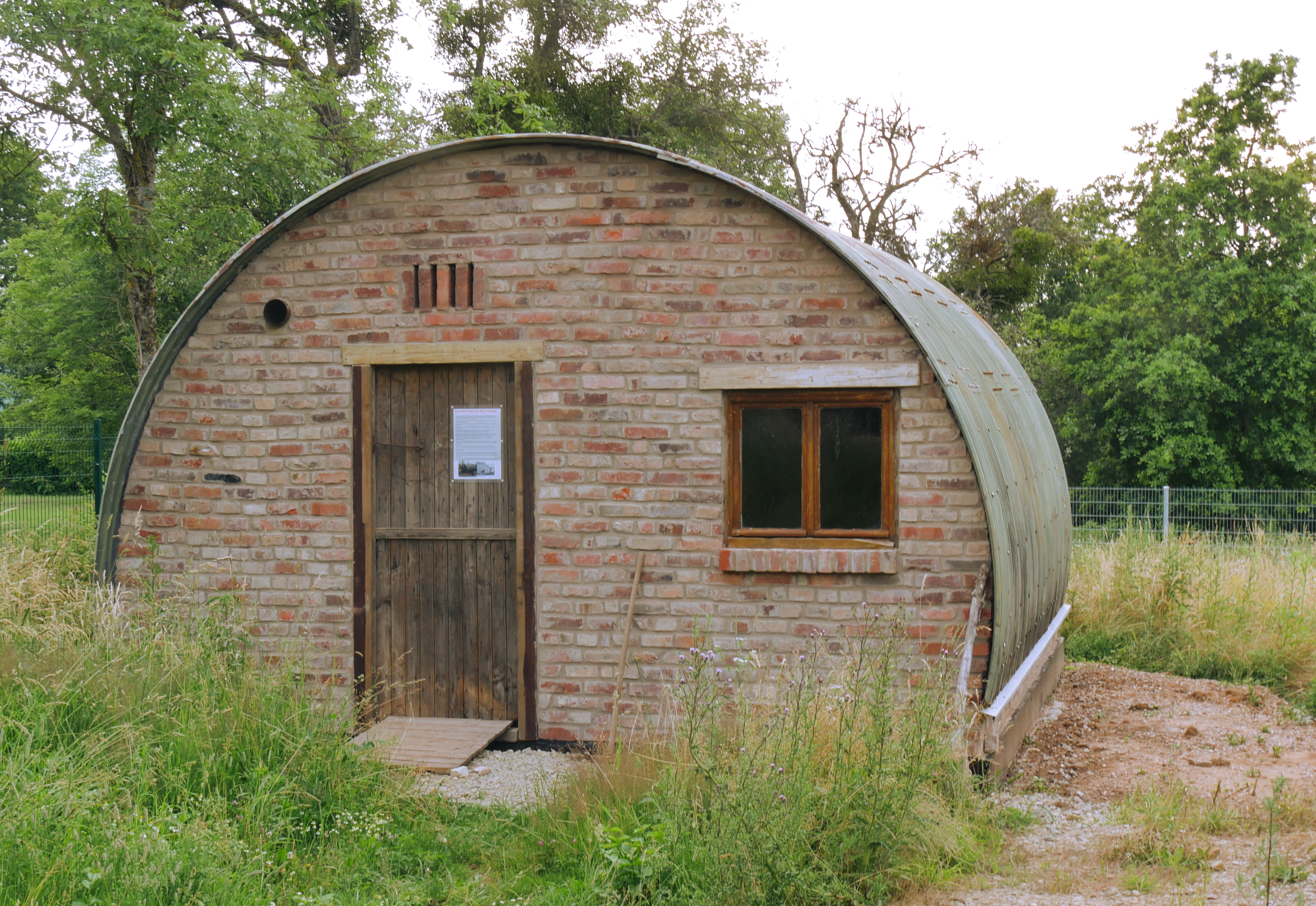
La cabane de Nissen comme abri d'urgence - Écomusée Roscheider Hof.